# 1510
Năm 1510 là một năm trong lịch Julius.